# Gerard Mannix Flynn
Gerard Mannix Flynn (ur. 1957) – irlandzki pisarz i performer, pełniący funkcję niezależnego radnego Dublina. Flynn wydał powieść Nic do gadania (1983) i sztukę James X (2002). Flynn działa ponadto na polu filmu, teatru i telewizji. Jako artysta i polityk zajmuje się problemem nierówności społecznych oraz przejrzystości działania instytucji władzy. Od wielu lat prowadzi kampanię na rzecz ujawnienia i prawnego rozliczenia nieprawidłowości w funkcjonowaniu państwowych ośrodków wychowawczych dla młodzieży oraz wszystkich przypadków molestowania seksualnego z udziałem duchownych i dzieci.